# Jezioro Gocławskie
Jezioro Gocławskie, zwyczajowo Jeziorko Gocławskie – zbiornik wodny o powierzchni 1,4738 ha w Warszawie, w dzielnicy Praga-Południe, między zabudowaniami osiedli Gocław i Saska Kępa.

## Położenie i charakterystyka
Jezioro leży na obszarze dzielnicy Praga-Południe w Warszawie pomiędzy osiedlami Gocław i Saska Kępa, po prawej stronie Wisły. Sąsiaduje z osiedlami mieszkaniowymi. Jezioro znajduje się wewnątrz obszaru ograniczonego przez osiedle mieszkaniowe oraz ulice: aleję Stanów Zjednoczonych, Bracławską i Kwarcianą. Przez wody Kanału Wystawowego jezioro ma połączenie z Jeziorem Kamionkowskim, a poprzez Kanał Gocławski – z jeziorem Balaton.
Jezioro powstało w sposób sztuczny około 1935 roku w wyniku celowego spiętrzenia wód Kanału Wystawowego. Wcześniej znajdował się tu prawdopodobnie mniejszy akwen – starorzecze Wisły. Jego dzierżawcą był przez pewien czas ojciec Romana Dmowskiego – Walenty Dmowski. Wraz z kilkudziesięcioma hektarami okolicznych terenów jezioro zostało przejęte po II wojnie światowej przez Skarb Państwa na podstawie tzw. dekretu Bieruta.
Zgodnie z ustaleniami w ramach Programu Ochrony Środowiska dla m. st. Warszawy na lata 2009–2012 z uwzględnieniem perspektywy do 2016 r. jezioro położone jest na terasie zalewowej. Powierzchnia jeziora wynosi 1,4738 hektara. Maksymalna długość jeziora wynosi 250 m, a jego szerokość 50 m. Głębokość jeziora to 2–5 m.
Uchwalony w 2024 miejscowy plan zagospodarowania przestrzennego wykluczył możliwość zabudowy brzegów jeziora.

## Przyroda
Jezioro jest środowiskiem życia dla dużej grupy gatunków makrobezkręgowców bentosowych, co może świadczyć o jego dużej wartości przyrodniczej. Zbiornikowi przyznano w 2009 roku I klasę czystości wody według metody BMWP-PL. Wskaźniki dla Jeziora Gocławskiego: liczba rodzin makrobezkręgowców: 24, wskaźnik Margalefa: 3,76; wskaźnik Simpsona: 0,79.
Jezioro oraz pobliskie tereny porośnięte są roślinami takimi jak: grzybień biały, moczarka, wywłócznik. W akwenie żyją różne gatunki ryb takie jak: karasie, liny, płocie i leszcze; spotykano tu także ssaki: bobry i wydry. Zgodnie z badaniem z 2004 roku na terenie zbiornika wodnego stwierdzono występowanie następujących gatunków ptaków: łabędź niemy, świstun, derkacz i kaczka krzyżówka.
Jezioro należy do obwodu rybackiego „Wisła – nr 3”, którego użytkownikiem jest Okręg Mazowiecki Polskiego Związku Wędkarskiego.

## Kontrowersje
W 2000 roku jezioro wraz z przyległymi terenami zostało zwrócone spadkobiercom rodziny Potockich, która przed wojną posiadała ten teren. W 2002, w ciągu trzech dni roboczych od złożenia wniosku, użytkowanie wieczyste zostało przekształcone we własność. Drugi etap reprywatyzacji zakończył się w 2011. Teren ten został później sprzedany deweloperowi i w 2014 nad jeziorem rozpoczęła się budowa budynków mieszkalnych. W związku z wątpliwościami, czy wody jeziora stoją czy płyną (wody płynące wraz z gruntami pod nimi nie mogą być własnością prywatną), sprawą zajęła się prokuratura. Wystąpiła ona o unieważnienie decyzji o przekształceniu użytkowania wieczystego we własność. Samorządowe Kolegium Odwoławcze uznało, że doszło do naruszenia prawa, ale nie unieważniło decyzji z uwagi na nieodwracalne skutki prawne.
W 2019 Komisja do spraw reprywatyzacji nieruchomości warszawskich uchyliła decyzję o reprywatyzacji jeziora argumentując, że pracownicy Urzędu m.st. Warszawy popełnili rażące błędy (wniosek o przyznanie użytkowania wieczystego został złożony w latach 40. po terminie, a wydając decyzję zwrotową nie zbadali, że jedna ze spadkobierczyń nie żyje). Z tą decyzją nie zgodził się Wojewódzki Sąd Administracyjny w Warszawie, a w 2024 jego orzeczenie podtrzymał Naczelny Sąd Administracyjny. Ten sąd ma następnie rozstrzygnąć, czy woda w Jeziorze Gocławskim stoi, czy płynie.